# オーバージン
オーバージン (ドイツ語:  Obersinn) は、ドイツ連邦共和国バイエルン州ウンターフランケン行政管区のマイン＝シュペッサルト郡に属す市場町である。

## 地理

### 位置
オーバージンは、ヴュルツブルク地域に位置しており、町名の由来となったジン川によってシュペッサルト側とレーン側に分けられる。隣接する集落は、ミッテルジン、ジンタール＝ヨッサ、ツァイトロフス＝ロスバッハ、アウラ・イム・ジングルントである。町の近くに、ディッテンブルン集落にちなんで名付けられたディッテンブルナー高地がある。この高地はジンタール＝アルテングローナウに属す。この町の最高地点はベルク・ゴイルスキュッペルの海抜 472 m、最低地点はジン川沿いの海抜 196 m である。高速鉄道ハノーファー - ヴュルツブルク線のタールブリュッケ・オーバージン（谷を渡る橋）はこの町の名前にちなんで命名された。オーバージンには、鉄道フリーデン - ゲミュンデン線の駅がある。

### 自治体の構成
オーバージンは以下の2つのオルツタイル（行政上の地区）からなる。
- オーバージン
- エンメリヒスタール

ゲマルクング（不動産における地区区分）はブルクヨス、フォルスト・アウラ、オーバージンである。

### 隣接する市町村
| グートベツィルク・シュペッサルト* （マイン＝キンツィヒ郡）                | ジンタール （マイン＝キンツィヒ郡） | ツァイトロフス ロスバッハー・フォルスト* （ともにバート・キッシンゲン郡） |
| バート・ゾーデン＝ザルミュンスター （マイン＝キンツィヒ郡） ブルク・ヨス* |                                     | フォルスト・アウラ*                                                       |
| フォルスト・アウラ*                                                       | ミッテルジン                        |                                                                           |

- 地名の後に「*」があるのは市町村に属さない地区を示す。
- 郡名が明記されていない市町村、地区はいずれもマイン＝シュペッサルト郡に属す。

## 地名

### 語源
町名の基礎語である sinn は町内を流れるジン川に由来する。付与語の Ober は、近隣に位置するミッテルジンやニーダージン（現在のブルクジン）と区別するために、谷での位置関係を表している。

### 古い表記
この町は、様々な古地図や史料に以下のような表記で記されている。
- 1309年 Sinne
- 1319年 Obernsinne
- 1364年 Obern Synne
- 1542年 Obersynn
- 1695年 Obersinn

## 歴史

### 自治体形成まで
フランケン帝国クライスに属していたヴュルツブルク司教領のこの地域における権利の大部分は、まず1803年にバイエルン王国、その後1805年にヴュルツブルク大公国を経て、1808年にアシャッフェンブルク侯国に引き継がれた。しかし、この権利は1814年に再びバイエルン王国に返還された。ヘッセン＝カッセル選帝侯のこの地における権利は1860年になってバイエルン王国に移された。バイエルンの行政改革に伴い、1818年の自治体令によって現在の自治体が形成された。

### 行政史
1862年にベツィルクスアムト・ゲミュンデン・アム・マインが創設され、オーバージンはその管轄下に置かれた。ベツィルクスアムト・ゲミュンデンは、1872年にベツィルクスアムト・ロール・アム・マインに統合された。しかし1902年に再びベツィルクスアムト・ゲミュンデンが設けられた。1939年にドイツ国全土で「ラントクライス」（郡）の名称が用いられることとなった。オーバージンは、ゲミュンデン・アム・マイン郡の27市町村の1つとなった。ゲミュンデン・アム・マイン郡の廃止に伴い、オーバージンは1972年7月1日に新設されたミッテルマイン郡に属すこととなった。この郡は10か月後に現在のマイン＝シュペッサルト郡と改名された。

## 住民

### 人口推移
1988年から2018年までの間に、この町の人口は1,209人から944人まで265人、約 21.9 % 減少した。この町は同時期に、マイン＝シュペッサルト郡で最も減少率の大きかった町であった。

## 行政

### 議会
この町の町議会は8議席からなる。

### 首長
2008年5月1日からリオバ・ツィーレス (Freie Wählergemeinschaft) が町長を務めている。彼女は、旧ゲミュンデン郡に属す自治体で最初の女性首長である。彼女は2020年3月15日の選挙で 91.6 % の支持票を獲得して再選され、さらに6年の任期を得た。

### 紋章と旗
図柄: 銀の波状の柱で赤地と緑地に左右二分割。向かって左は、3本の銀の三角図形の上に銀の貝殻。向かって右は銀のブナの葉の上に、銀の記号。記号は大文字の "H" と数字の "4" とを組み合わせたものである。
銀の波状の柱は、レーン山地とシュペッサルト山地とを分けるジン川とその谷を象徴している。オーバージンはヘッセン州とバイエルン州の州境に位置している。三角図形はヴュルツブルク司教領を表現している。オーバージンは1400年頃にヴュルツブルク司教により、教会区に昇格された。貝殻は教会の守護聖人聖ヤコブを表している。緑色の背景とブナの葉は、農地、牧草地、森（主にブナの森）といった地理上の特徴を表している。記号は、境界石にも刻まれているもので、1447年に4人の領主 (Herren) の間で成立し、約350年間この市場町の歴史を形成した共同統治を表現している。
紋章は1984年6月27日から用いられている。
紋章デザインは、オーバージンの L. ブライテンバッハ/G. ヴァイスマンテルによる。
旗の配色は、赤 - 白 - 緑である。

### 行政体
この町はブルクジン行政共同体に属している。

## 経済と社会資本

### 産業構造
公式統計によれば、2018年時点で働く社会保険支払い義務のある就労者は81人であった。このうちサービス業に従事する者は18人であった。また、この町に住む社会保険支払い義務のある就労者は385人であった。さらに2016年の統計では、224 ha の農業用地が存在していた。このうち 23 ha が耕作地、188 ha が牧草地であった。

### 教育
新しく整備された町の中心部に2019年7月から、オーバージンで生まれた作家で教育家のレオ・ヴァイスマンテルの生涯と作品に関する博物館が存在している。その展示室は、ヴァイスマンテルの生家に隣接する木組み建築「ヴィシェルト＝ハウス」内に設けられている。
この他以下の教育機関がある（2019年現在）。
- 幼稚園: 2019年の園児数は、定員43人に対して37人であった[12]。
- シューレ・オーバージン（2005/06年の学年まで現在は廃校）

## 文化と見所

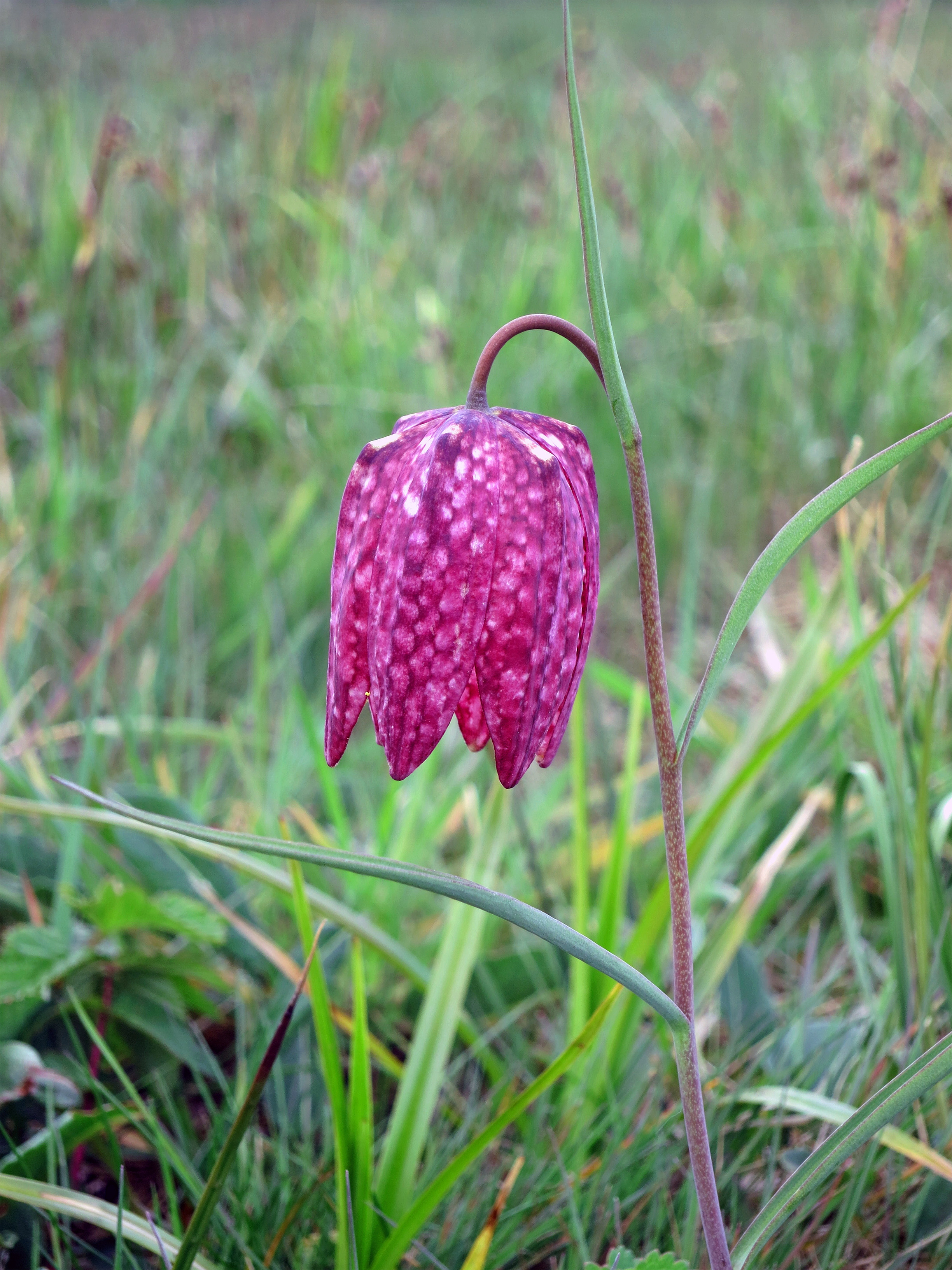
シャハブルーメ

### 年中行事
- 「フォイアーレートヒェン」（直訳: 小さな火の輪）。毎年バラの月曜日（ドイツ語版、英語版）にオーバージンのブルンベルクで非常に古い儀式が行われる。「フォイアーレートヒェン」は未婚の若者たちによって運ばれ急斜面を下る。このイベントには毎年数百人の見物客が訪れる[13]。
- シャハブルーメンフェスト。毎年4月または5月にオーバージンでシャハブルーメンフェストが開催される[14]。シャハブルーメ（ドイツ語版、英語版）（ユリ科の植物）は、主にオーバージンのライトブリュッケ近くの草地に生育している。
- アイゼンヴァーン＝フェスティバル。2004年から2013年まで毎年オーバージンのルートヴィヒ＝ツェラー＝リングでアイゼンヴァーン・フェスティバルが開催されていた。